# Ivar Johansson
Ivar Johansson (Söderköping, Suecia, 31 de enero de 1903-4 de agosto de 1979) fue un deportista sueco especialista en lucha libre olímpica y lucha grecorromana donde llegó a ser campeón olímpico en Los Ángeles 1932.

## Carrera deportiva
En los Juegos Olímpicos de 1932 celebrados en Los Ángeles ganó la medalla de oro en lucha libre olímpica estilo peso medio, por delante del finlandés Kyösti Luukko (plata) y del húngaro József Tunyogi (bronce). También ganó la medalla de oro en lucha grecorromana en peso wélter.